# Сумбілья
Сумбілья (баск. Sunbilla (офіційна назва), ісп. Sumbilla) — муніципалітет в Іспанії, у складі автономної спільноти Наварра. Населення — 659 осіб (2009).
Муніципалітет розташований на відстані близько 350 км на північний схід від Мадрида, 38 км на північ від Памплони.

## Демографія
Динаміка населення (INE ):

## Галерея зображень

Розташування муніципалітету